# توماس نيلسون دونز
توماس نيلسون دونز (بالإنجليزية: Thomas Nelson Downs)‏ هو ساحر استعراضي أمريكي، ولد في 16 مارس 1867 في مارشالتاون في الولايات المتحدة، وتوفي بنفس المكان في 11 سبتمبر 1938.